# Église des Saints-Laurent-et-Barbara
L’église des Saints-Laurent-et-Barbara (en italien : chiesa dei Santi Lorenzo e Barbara) est une église catholique située à Castelnuovo d'Elsa, sur la commune Castelfiorentino, province de Florence, rattachée au diocèse de Volterra.

## Historique
L'édifice d'origine médiévale remonte au XIVe siècle. Au cours du XVe siècle, un hôpital a été construit à côté de l'église.

## Description
L'édifice comporte une seule nef se terminant par une abside semi-circulaire.
L'extérieur de l'église est en brique : sur la façade se trouve un portail unique surmonté par un arc en plein cintre, décalé par rapport à l'axe de la rosace qui se trouve au-dessus.
Sur la paroi du fond, derrière le maître-autel, se trouve un cycle de fresques attribuées à Paolo Schiavo (1397-1478).

## Sources
- (it) Cet article est partiellement ou en totalité issu de l’article de Wikipédia en italien intitulé « Chiesa dei Santi Lorenzo e Barbara (Castelnuovo d'Elsa) » (voir la liste des auteurs).